# Carhaix-Plouguer
Carhaix-Plouguer är en kommun i departementet Finistère i regionen Bretagne i västra Frankrike. Kommunen ligger i kantonen Carhaix-Plouguer som tillhör arrondissementet Châteaulin. År 2022 hade Carhaix-Plouguer 7 326 invånare.

## Befolkningsutveckling
Antalet invånare i kommunen Carhaix-Plouguer
Referens:INSEE